# Missões diplomáticas da França

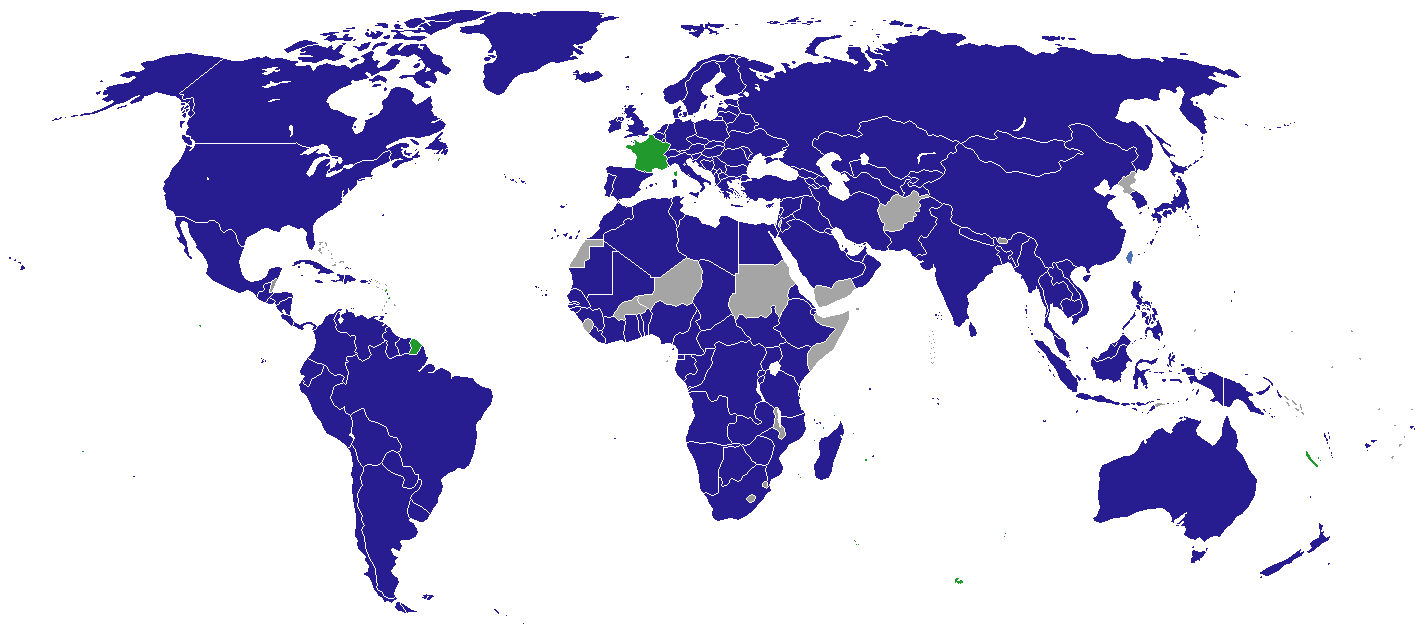
Missões diplomáticas da França.

A França possui uma grande influência na rede diplomática internacional. A seguir está a lista das missões diplomáticas do país espalhadas pelo mundo.

## África
- África do Sul
  - Pretória (embaixada)

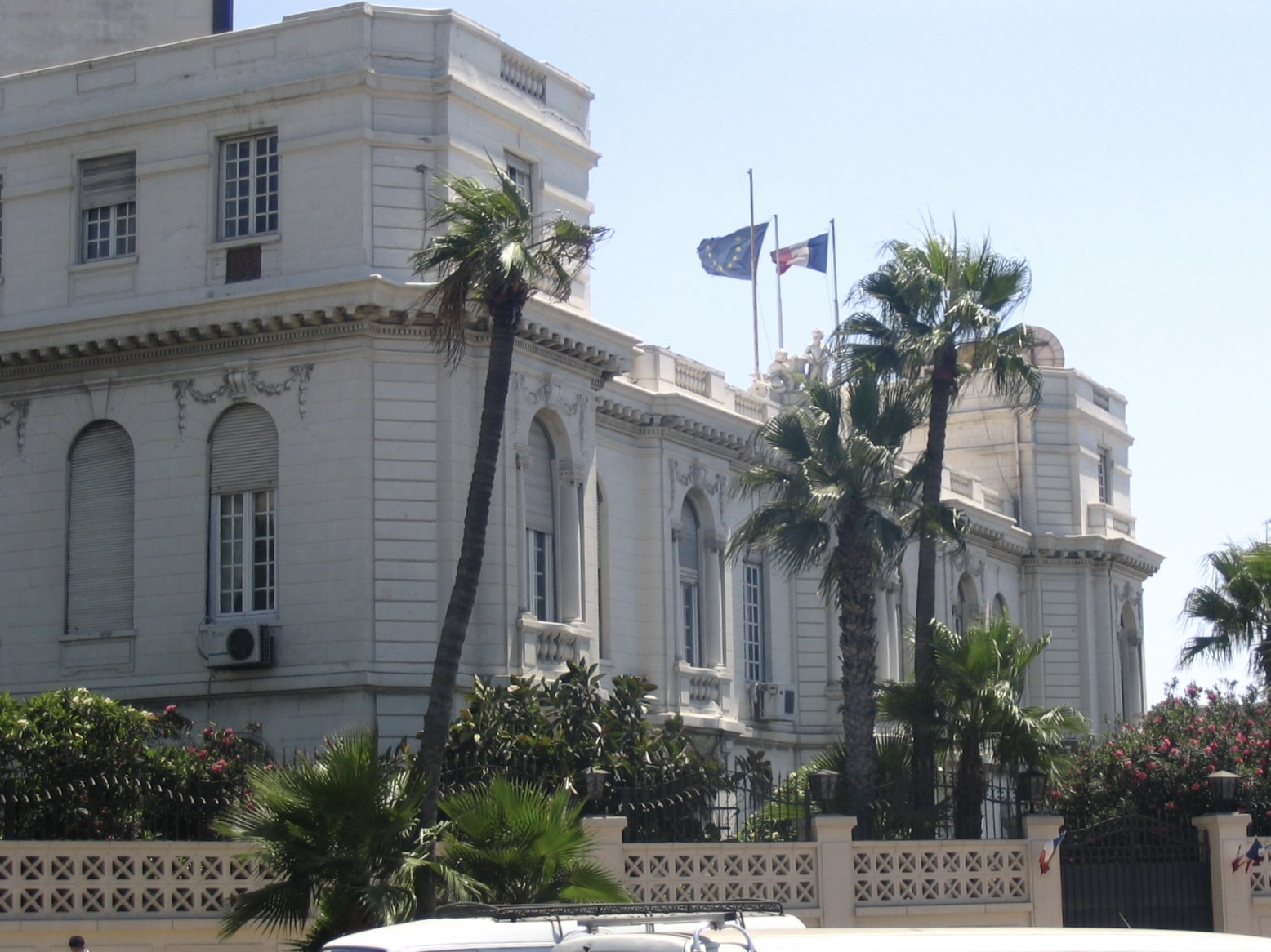
Consulado-geral da França em Alexandria

  - Cidade do Cabo (embaixada/consulado-geral)
  - Joanesburgo (consulado-geral)
- Angola
  - Luanda (embaixada)
- Argélia
  - Argel (embaixada)
  - Annaba (consulado-geral)
- Benim
  - Cotonou (embaixada)
- Botswana
  - Gaborone (embaixada)
- Burquina Fasso
  - Ouagadougou (embaixada)
- Burundi
  - Bujumbura (embaixada)
- Cabo Verde
  - Praia (embaixada)
- Camarões
  - Iaundê (embaixada)
  - Douala (consulado-geral)
  - Garoua (consulado)
- Chade
  - Jamena (embaixada)
- Comores
  - Moroni (embaixada)
- República do Congo
  - Brazzaville (embaixada)
  - Pointe-Noire (consulado-geral)
- Costa do Marfim
  - Abidjã (embaixada)
- Djibuti
  - Djibouti (embaixada)
- Egito
  - Cairo (embaixada)
  - Alexandria (consulado-geral)
- Eritreia
  - Asmara (embaixada)
- Etiópia
  - Adis Abeba (embaixada)
- Gabão
  - Libreville (embaixada)
  - Port-Gentil (consulado-geral)
- Gana
  - Acra (embaixada)
- Guiné
  - Conacri (embaixada)
- Guiné-Bissau
  - Bissau (embaixada)
- Guiné Equatorial
  - Malabo (embaixada)
- Líbia
  - Trípoli (embaixada)
- Madagáscar
  - Antananarivo (embaixada)
  - Antsiranana (ofício consular)
  - Mahajanga (ofício consular)
  - Toamasina (ofício consular)
- Mali
  - Bamako (embaixada)
- Marrocos
  - Rabat (embaixada)
  - Agadir (consulado-geral)
  - Casablanca (consulado-geral)
  - Fez (consulado-geral)
  - Marrakech (consulado-geral)
  - Tânger (consulado-geral)
- Ilhas Maurícias
  - Port Louis (embaixada)
- Mauritânia
  - Nouakchott (embaixada)
- Moçambique
  - Maputo (embaixada)
- Namíbia
  - Windhoek (embaixada)
- Nigéria
  - Abuja (embaixada)
  - Lagos (consulado-geral)
- República Centro-Africana
  - Bangui (embaixada)
- República Democrática do Congo
  - Kinshasa (embaixada)
- Quênia
  - Nairóbi (embaixada)
- Senegal
  - Dakar (embaixada)
  - Saint-Louis (consulado-geral)
- Seicheles
  - Victoria (embaixada)
- Sudão
  - Cartum (embaixada)
- Tanzânia
  - Dar es Salaam (embaixada)
- Togo
  - Lomé (embaixada)
- Tunísia
  - Túnis (embaixada)
- Uganda
  - Kampala (embaixada)
- Zâmbia
  - Lusaca (embaixada)
- Zimbabwe
  - Harare (embaixada)

## América Central
- Costa Rica
  - São José (embaixada)
- Cuba
  - Havana (embaixada)
- El Salvador
  - San Salvador (embaixada)
- Guatemala
  - Cidade da Guatemala (embaixada)
- Haiti
  - Porto Príncipe (embaixada)
- Honduras
  - Tegucigalpa (embaixada)
- Jamaica
  - Kingston (embaixada)
- Nicarágua
  - Manágua (embaixada)
- Panamá
  - Panamá (embaixada)
- República Dominicana
  - Santo Domingo (embaixada)
- Santa Lúcia
  - Castries (embaixada)
- Trinidad e Tobago
  - Port of Spain (embaixada)

## América do Norte

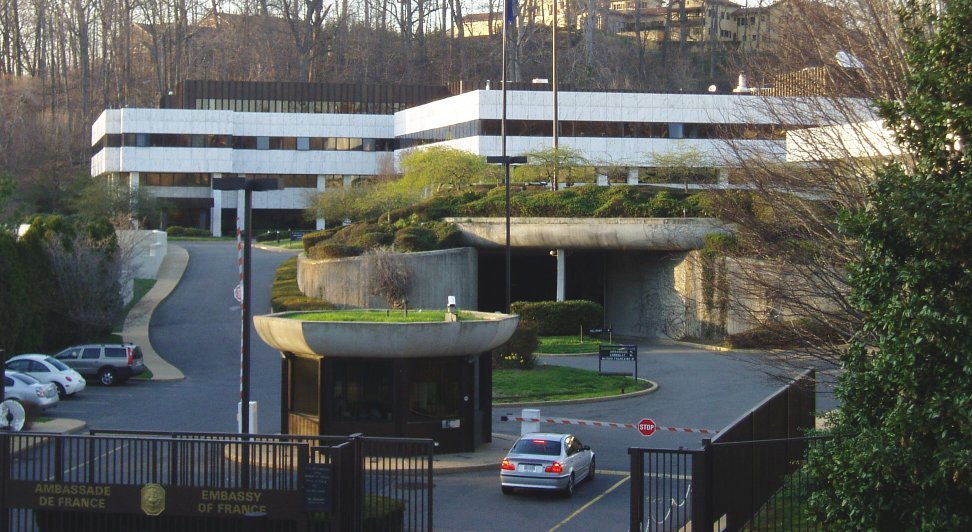
Embaixada da França em Washington, DC

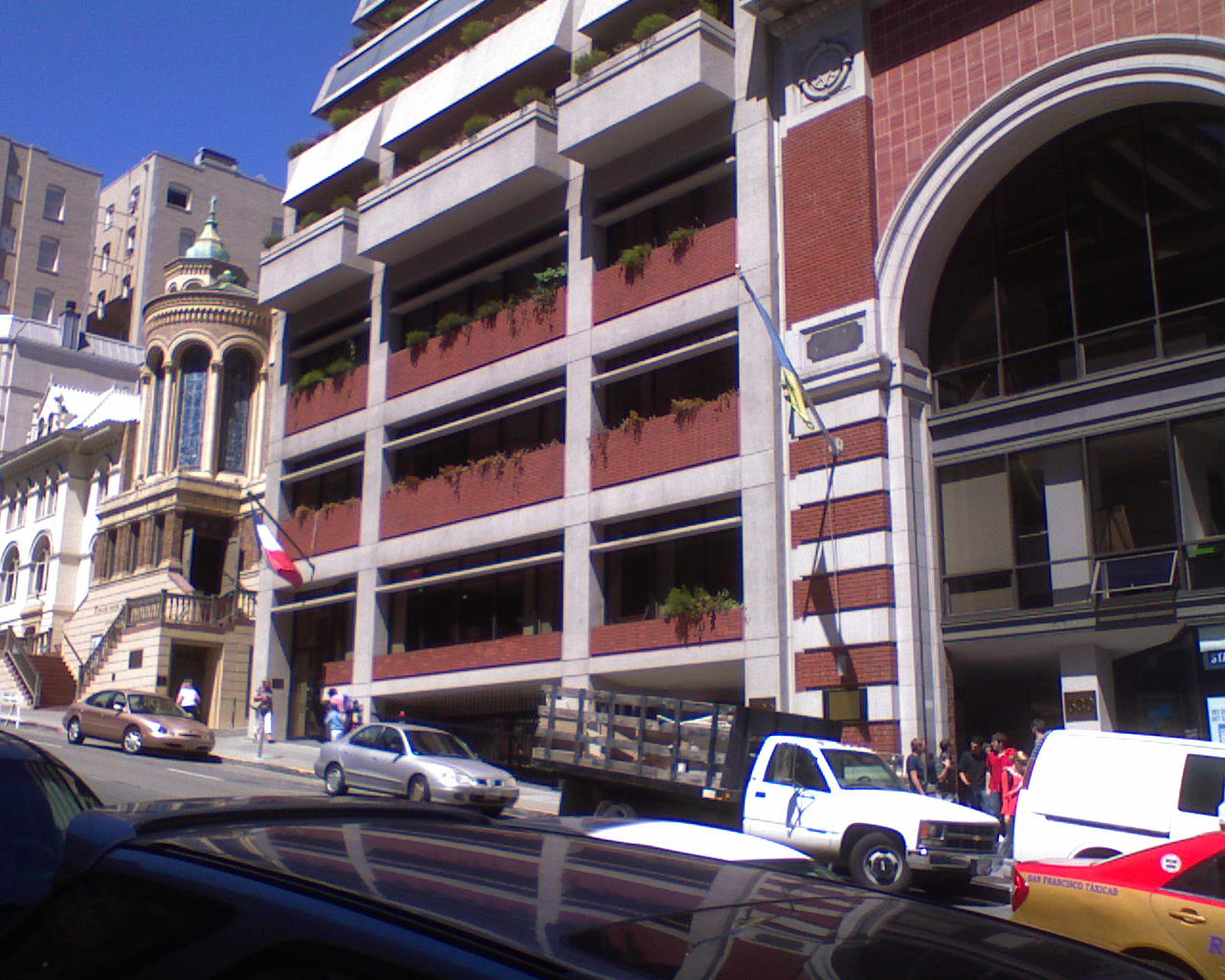
Consulado-geral da França em San Francisco

Consulado-geral da França em Houston

- Canadá
  - Ottawa (embaixada)
  - Montreal (consulado-geral)
  - Quebec (consulado-geral)
  - Toronto (consulado-geral)
  - Vancouver (consulado-geral)
  - Moncton (consulado)
- Estados Unidos
  - Washington, D.C. (embaixada)
  - Atlanta (consulado-geral)
  - Boston (consulado-geral)
  - Chicago (consulado-geral)
  - Houston (consulado-geral)
  - Los Angeles (consulado-geral)
  - Miami (consulado-geral)
  - Nova Orleans (consulado-geral)
  - Nova Iorque (consulado-geral)
  - São Francisco (consulado-geral)
- México
  - Cidade do México (embaixada)
  - Monterrei (consulado-geral)

## América do Sul
- Argentina
  - Buenos Aires (embaixada)
- Bolívia
  - La Paz (embaixada)
- Brasil[1]
  - Brasília (embaixada)
  - Recife (consulado-geral)
  - Rio de Janeiro (consulado-geral)
  - São Paulo (consulado-geral)
  - Aracaju (consulado honorário)
  - Belém (consulado honorário)

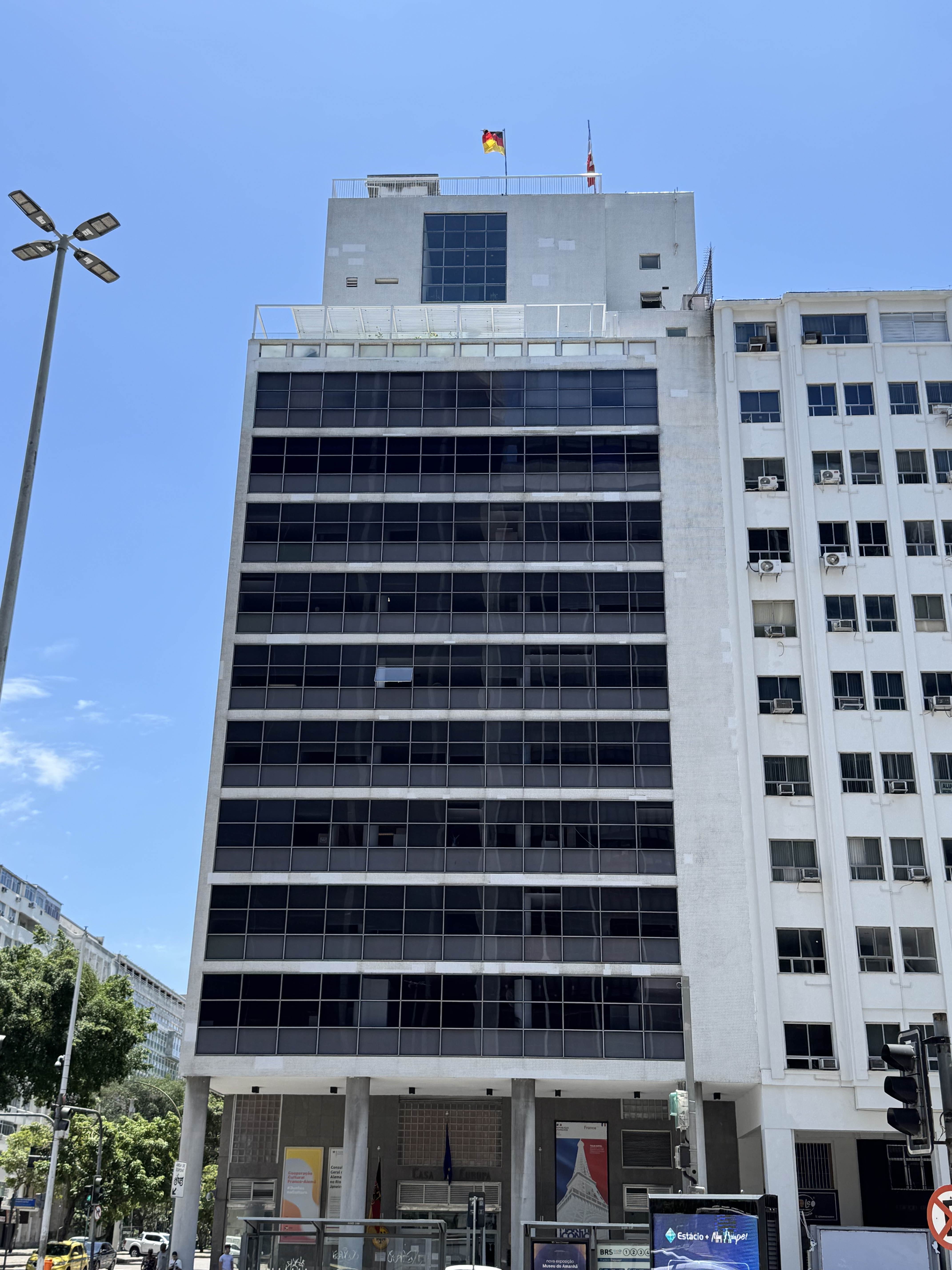
Consulado-geral da França em Rio de Janeiro

  - Belo Horizonte (consulado honorário)
  - Campo Grande (consulado honorário)
  - Curitiba (consulado honorário)
  - Florianópolis (consulado honorário)
  - Fortaleza (consulado honorário)
  - Foz do Iguaçu (consulado honorário)
  - Maceió (consulado honorário)
  - Natal (consulado honorário)
  - Porto Alegre (consulado honorário)
  - Salvador (consulado honorário)
  - Santos (consulado honorário)
  - São Luís (consulado honorário)
  - São José dos Campos (consulado honorário)
  - Campinas (agência consular honorária)
  - Cuiabá (agência consular) (agência consular honorária)
  - Manaus (agência consular) (agência consular honorária)
  - Porto Seguro (agência consular) (agência consular honorária)
  - Vitória (agência consular) (agência consular honorária)
- Chile
  - Santiago (embaixada)
- Colômbia
  - Bogotá (embaixada)
- Equador
  - Quito (embaixada)
- Paraguai
  - Assunção (embaixada)
- Peru
  - Lima (embaixada)
- Suriname
  - Paramaribo (embaixada)
- Uruguai
  - Montevidéu (embaixada)
- Venezuela
  - Caracas (embaixada)

## Ásia
- Afeganistão
  - Cabul (embaixada)
- Arábia Saudita
  - Riad (embaixada)
  - Jeddah (consulado-geral)
- Azerbaijão
  - Baku (embaixada)
- Bahrein
  - Manama (embaixada)
- Bangladesh
  - Dhaka (embaixada)
- Brunei
  - Bandar Seri Begawan (embaixada)
- Camboja
  - Phnom Penh (embaixada)
- Cazaquistão
  - Almaty (embaixada)
- China
  - Pequim (embaixada)
  - Chengdu (consulado-geral)
  - Guangzhou (consulado-geral)
  - Hong Kong (consulado-geral)
  - Xangai (consulado-geral)
  - Wuhan (consulado-geral)
- Chipre
  - Nicósia (embaixada)
- Coreia do Sul
  - Seul (embaixada)
- Emirados Árabes Unidos
  - Abu Dhabi (embaixada)
  - Dubai (consulado-geral)
- Filipinas
  - Manila (embaixada)
- Iêmen
  - Sana'a (embaixada)
- Índia
  - Nova Délhi (embaixada)
  - Chennai (consulado-geral)
  - Mumbai (consulado-geral)
- Indonésia
  - Jacarta (embaixada)
- Irão
  - Teerã (embaixada)
- Iraque
  - Bagdá (embaixada)
- Israel
  - Tel Aviv (embaixada)
  - Jerusalém (consulado-geral)
  - Haifa (consulado)
- Japão
  - Tóquio (embaixada)
  - Osaka (consulado-geral)
- Jordânia
  - Amã (embaixada)
- Kuwait
  - Kuwait (embaixada)
- Laos
  - Vientiane (embaixada)
- Líbano
  - Beirute (embaixada)
- Malásia
  - Kuala Lumpur (embaixada)
- Myanmar
  - Yangon (embaixada)
- Mongólia
  - Ulaanbaatar (embaixada)
- Nepal
  - Kathmandu (embaixada)
- Omã
  - Mascate (embaixada)
- Paquistão
  - Islamabad (embaixada)
  - Karachi (consulado-geral)
- Catar
  - Doha (embaixada)
- Quirguistão
  - Bisqueque (embaixada)
- Taiwan (Taiwan)

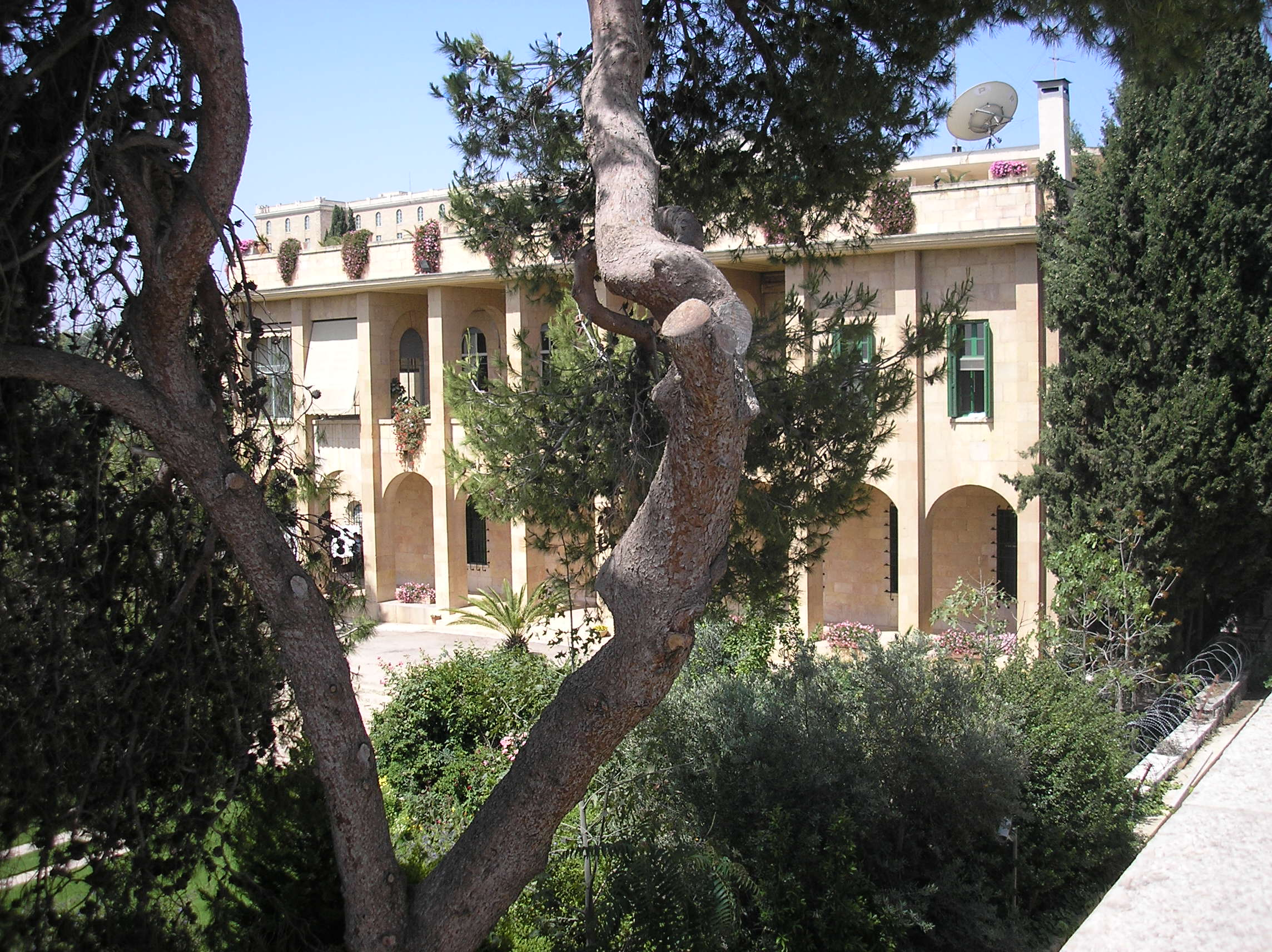
Consulado da França em Jerusalém

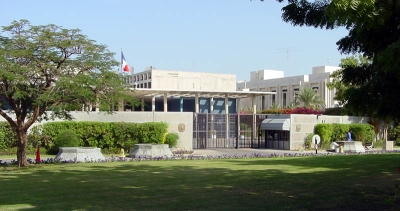
Embaixada da França em Mascate, Omã

  - Taipé (Instituto Francês em Taipé)
- Singapura
  - Singapura (embaixada)
- Síria
  - Damasco (embaixada)
  - Alepo (consulado)
- Sri Lanka
  - Colombo (embaixada)
- Tajiquistão
  - Dushanbe (embaixada)
- Tailândia
  - Bangkok (embaixada)
- Turquemenistão
  - Ashgabat (embaixada)
- Turquia
  - Ancara (embaixada)
  - Istambul (consulado-geral)
- Uzbequistão
  - Tashkent (embaixada)
- Vietname
  - Hanói (embaixada)
  - Cidade de Ho Chi Minh (consulado-geral)

## Europa
- Albânia
  - Tirana (embaixada)
- Alemanha
  - Berlim (embaixada)
  - Düsseldorf (consulado-geral)
  - Frankfurt (consulado-geral)
  - Hamburgo (consulado-geral)
  - Munique (consulado-geral)
  - Saarbrücken (consulado-geral)
  - Stuttgart (consulado-geral)
- Andorra
  - Andorra-a-Velha (embaixada)
- Armênia
  - Erevan (embaixada)
- Áustria
  - Viena (embaixada)
- Bélgica
  - Bruxelas (embaixada)
  - Antuérpia (consulado-geral)
  - Liège (consulado-geral)
- Bielorrússia
  - Minsk (embaixada)
- Bósnia e Herzegovina
  - Sarajevo (embaixada)
- Bulgária
  - Sófia (embaixada)
- Croácia
  - Zagreb (embaixada)
- Dinamarca
  - Copenhague (embaixada)
- Eslováquia
  - Bratislava (embaixada)
- Eslovênia
  - Liubliana (embaixada)
- Espanha
  - Madrid (embaixada)
  - Barcelona (consulado-geral)
  - Bilbao (consulado-geral)
  - Sevilla (consulado-geral)
  - Alicante (ofício consular)
  - Málaga (ofício consular)
- Estónia
  - Tallinn (embaixada)
- Finlândia
  - Helsinque (embaixada)
- Geórgia
  - Tbilisi (embaixada)
- Grécia
  - Atenas (embaixada)
  - Tessalônica (consulado-geral)
- Hungria
  - Budapeste (embaixada)
- Irlanda
  - Dublin (embaixada)
- Itália
  - Roma (embaixada)
  - Milão (consulado-geral)
  - Nápoles (consulado-geral)
  - Turin (consulado-geral)
  - Gênova (consulado)
- Islândia
  - Reykjavík (embaixada)
- Kosovo
  - Pristina (embaixada)
- Letônia
  - Riga (embaixada)
- Lituânia
  - Vilnius (embaixada)
- Luxemburgo
  - Luxemburgo (embaixada)
- Macedônia do Norte
  - Skopje (embaixada)
- Malta
  - Valletta (embaixada)
- Moldávia
  - Chişinău (embaixada)
- Mónaco
  - Mônaco (embaixada)
- Montenegro
  - Podgorica (embaixada)
- Noruega
  - Oslo (embaixada)
- Países Baixos
  - Haia (embaixada)
  - Amsterdã (consulado-geral)
- Polónia
  - Varsóvia (embaixada)
  - Cracóvia (consulado-geral)
- Portugal
  - Lisboa (embaixada)
  - Porto (consulado-geral)
- Chéquia
  - Praga (embaixada)
- Roménia
  - Bucareste (embaixada)
- Rússia
  - Moscou (embaixada)

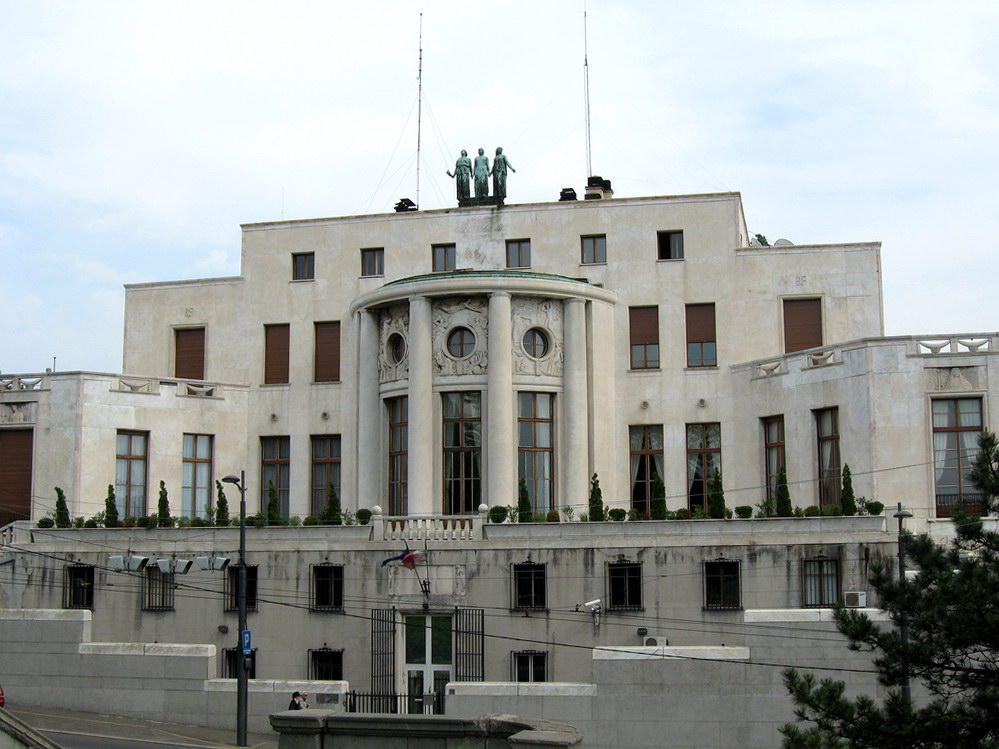
Embaixada da França em Belgrado

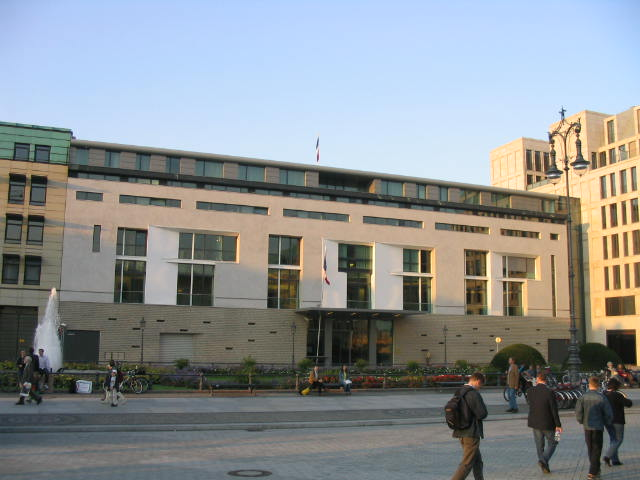
Embaixada da França em Berlim

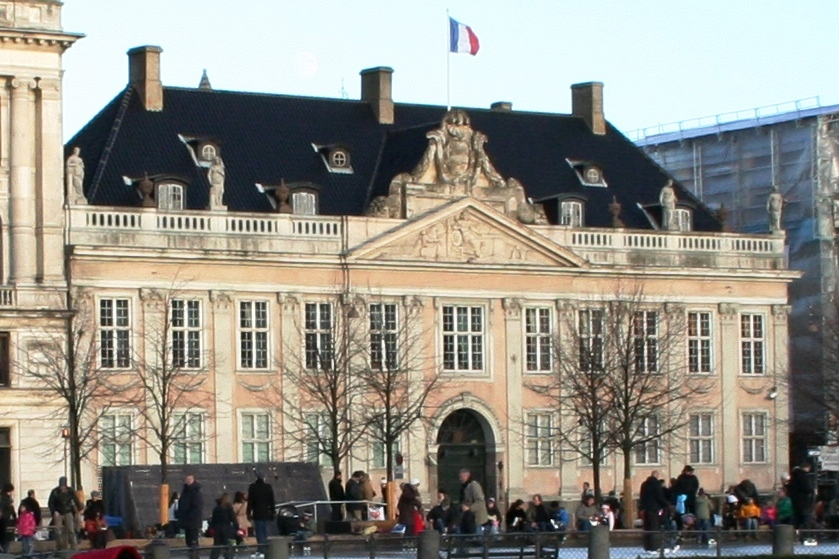
Embaixada da França em Copenhague

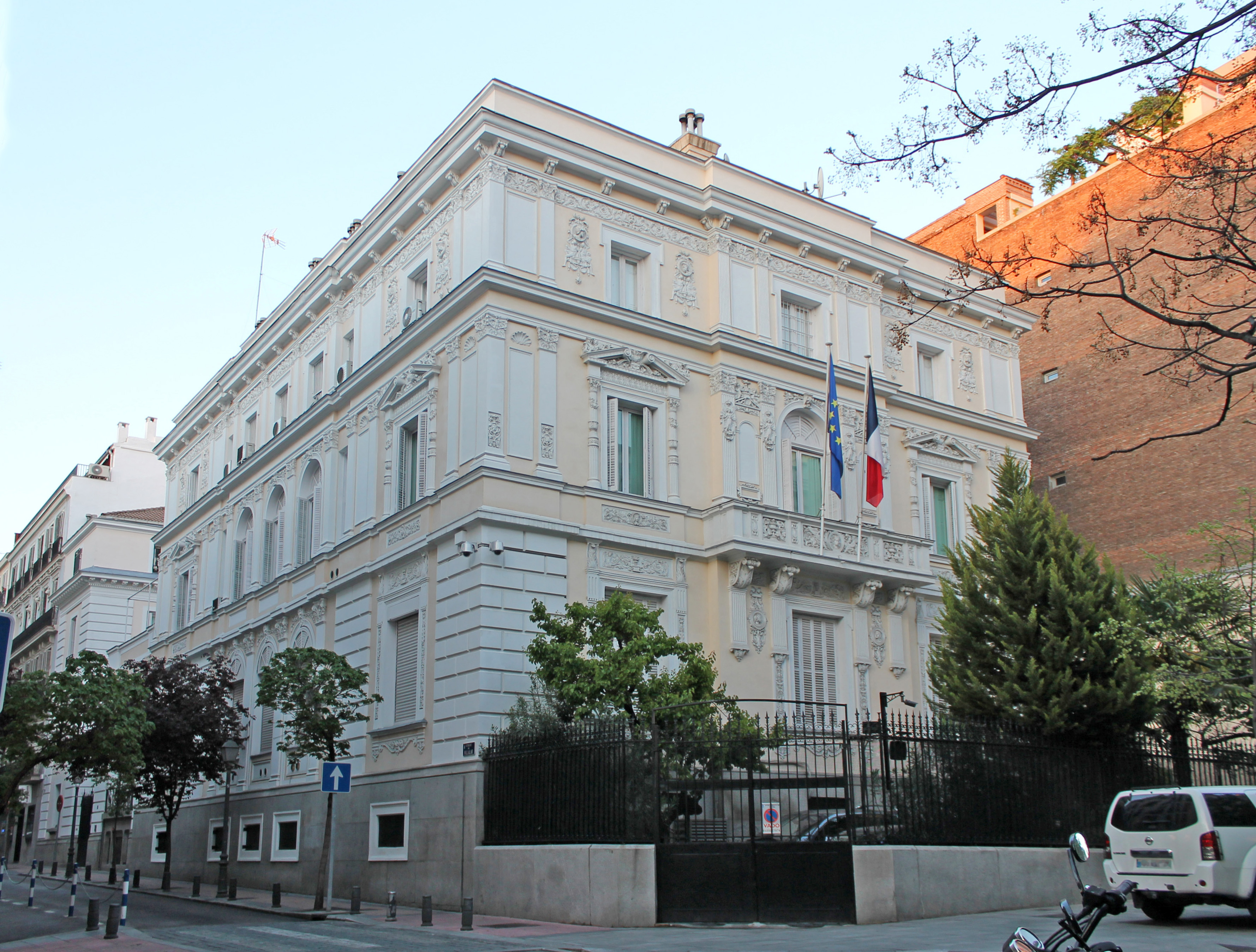
Embaixada da França em Madrid

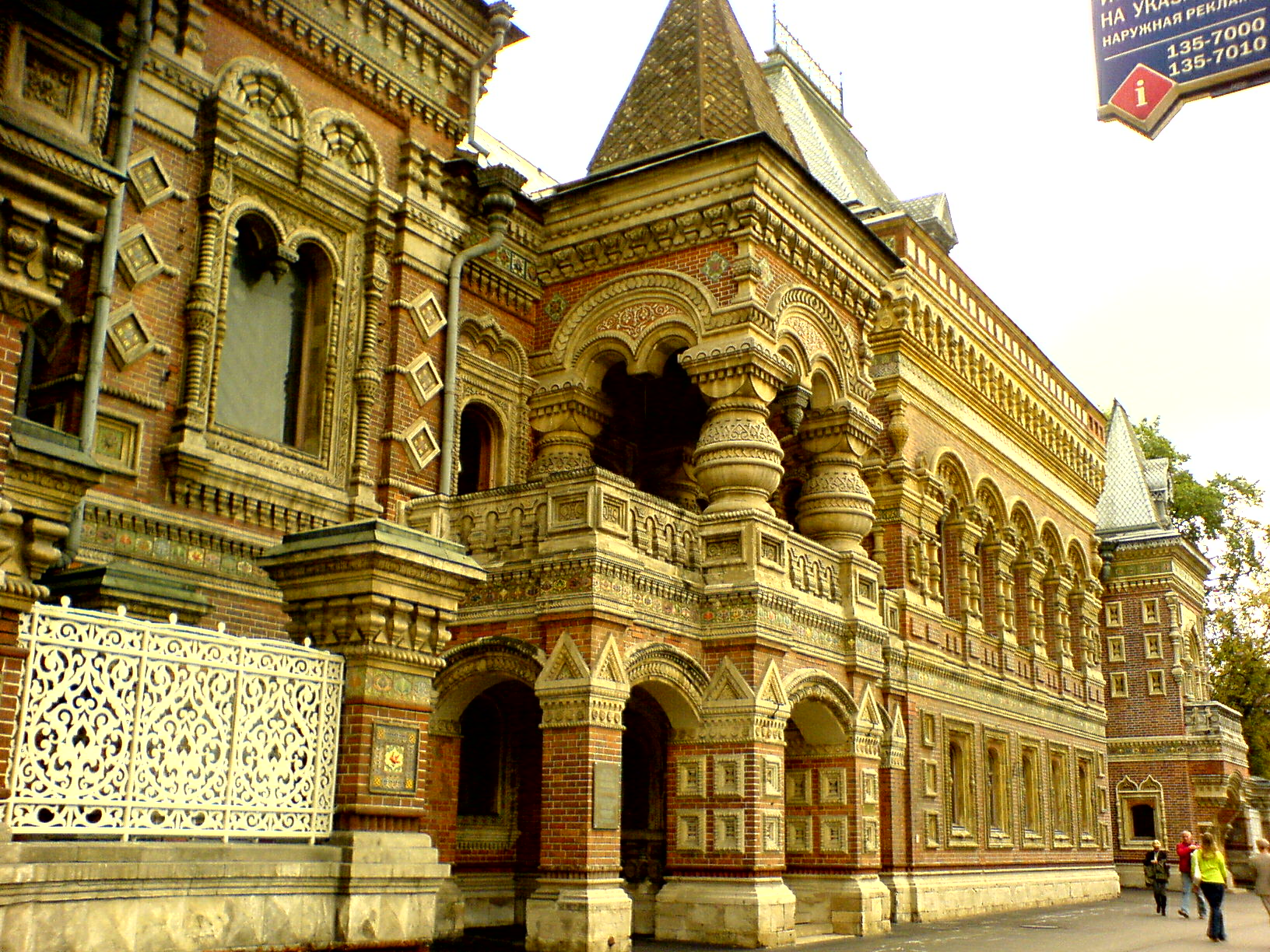
Embaixada da França em Moscou

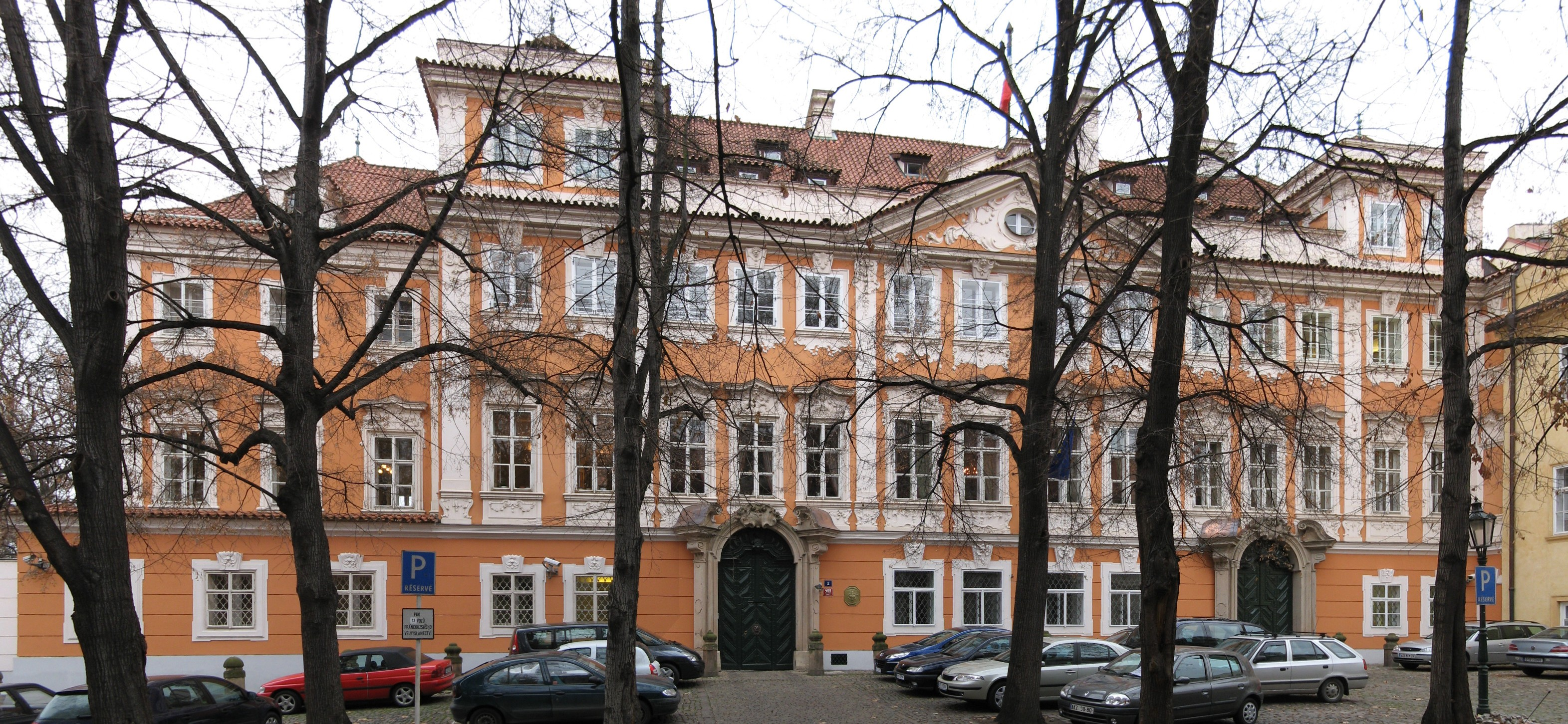
Embaixada da França em Praga

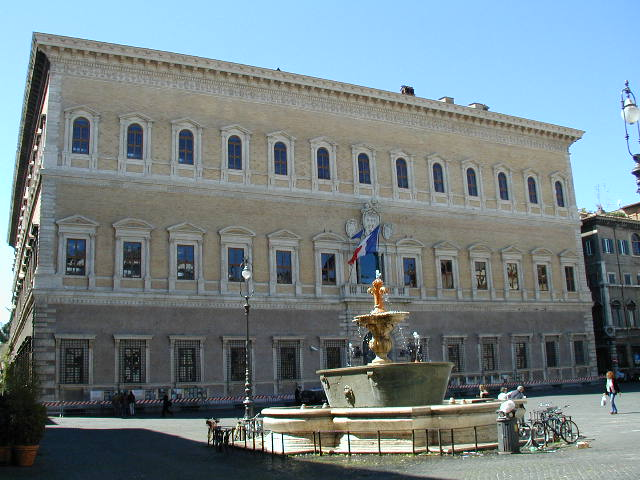
Embaixada da França em Roma

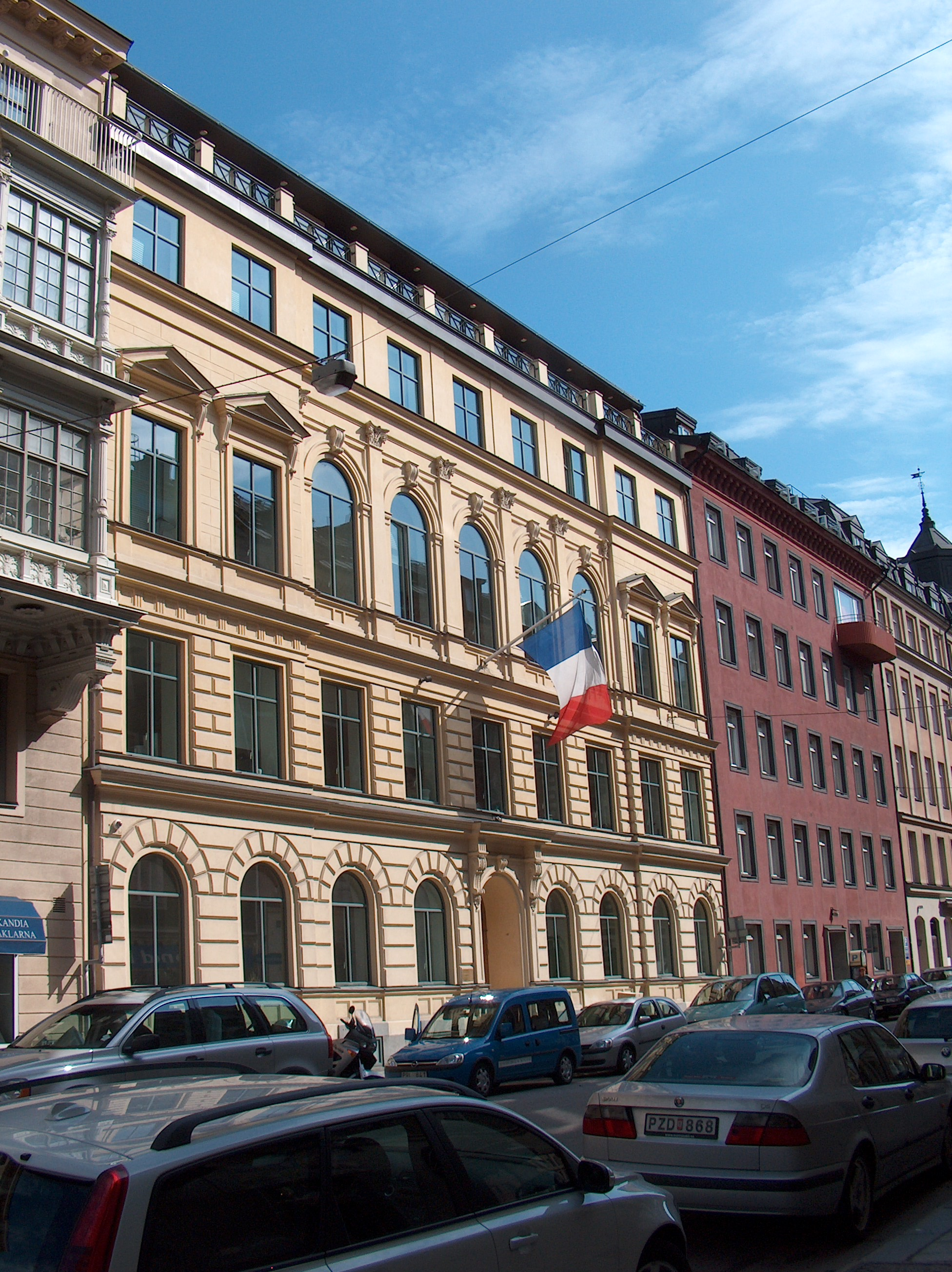
Embaixada da França em Estocolmo

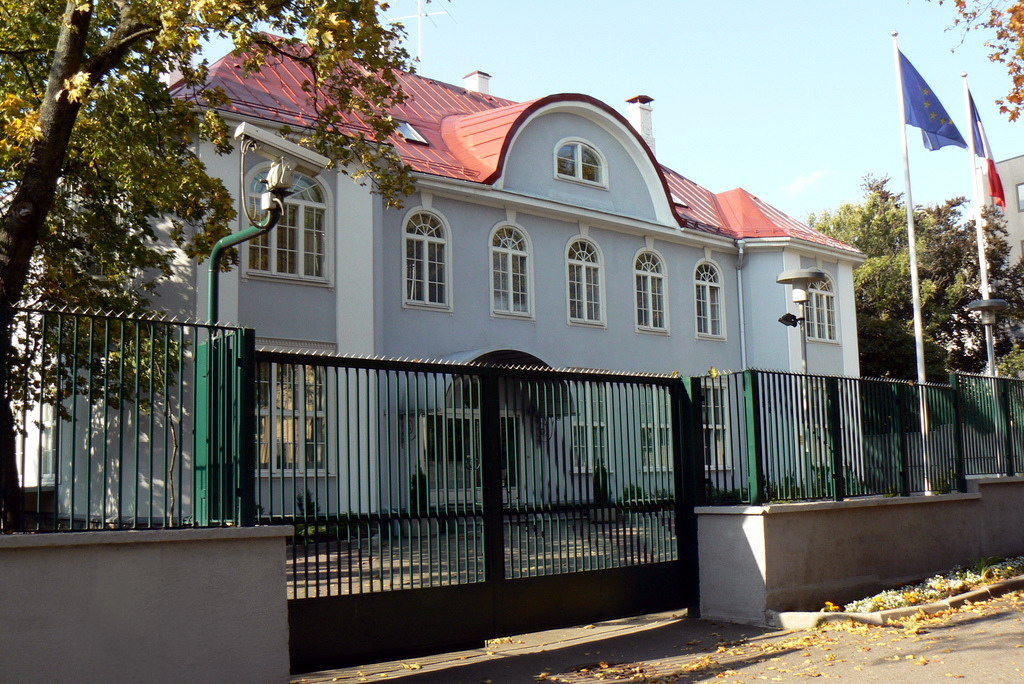
Embaixada da França em Tallinn

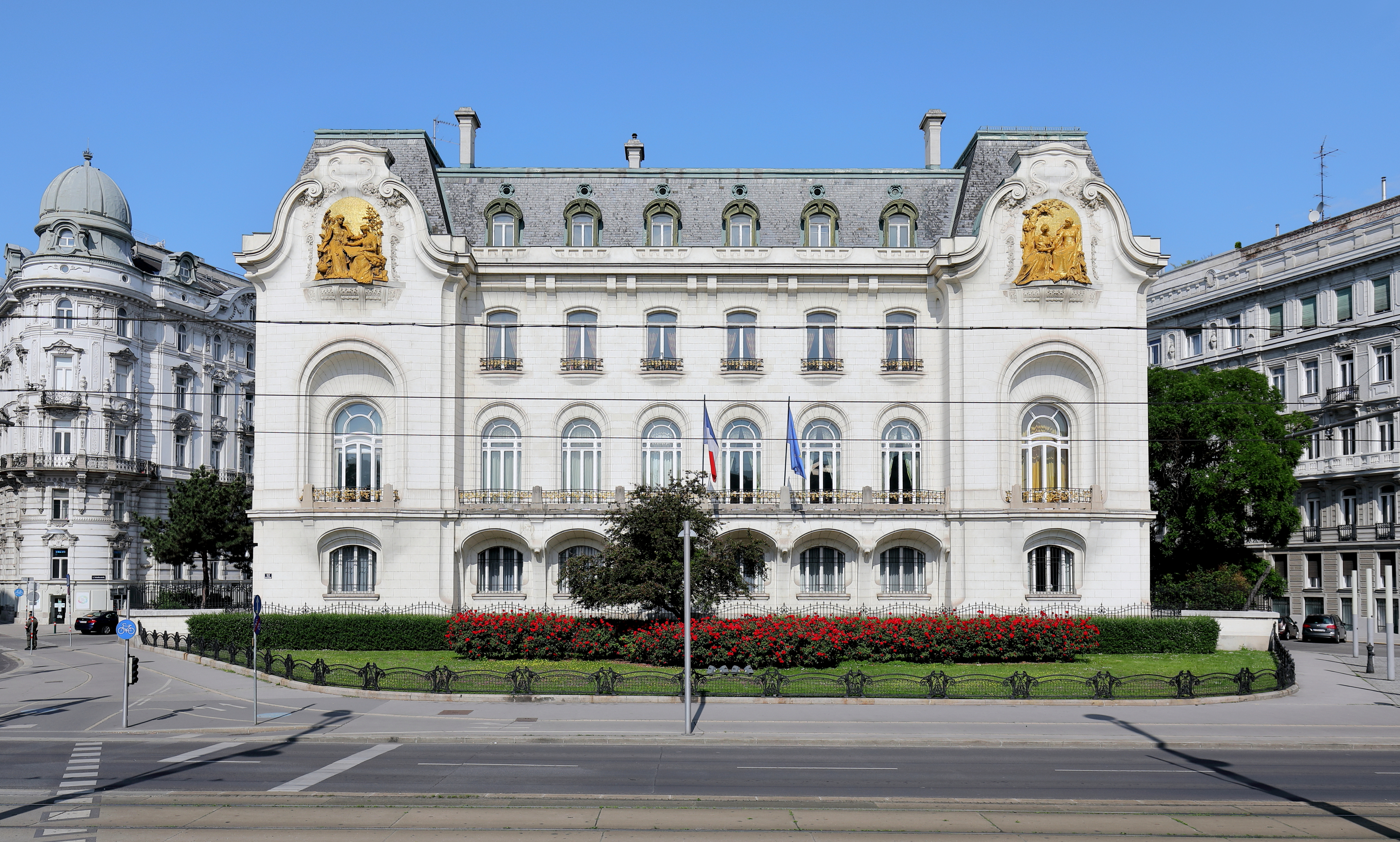
Embaixada da França em Viena

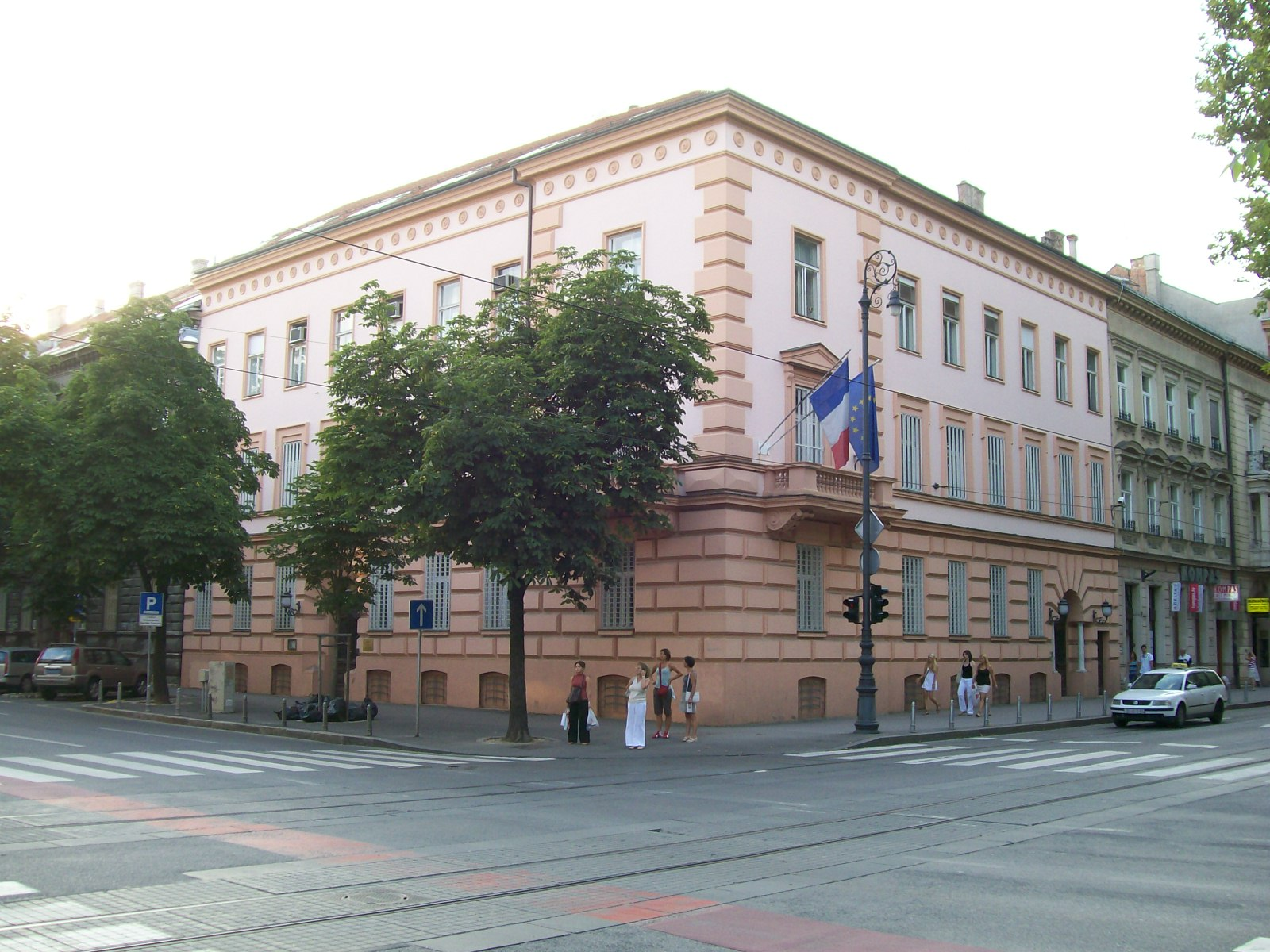
Embaixada da França em Zagreb

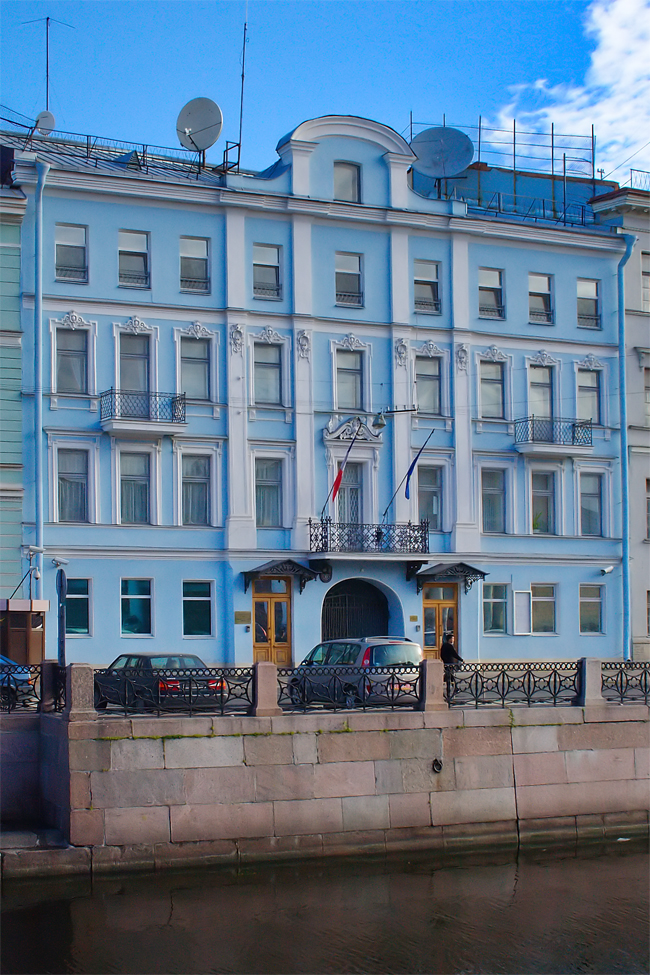
Consulado-geral da França em São Petersburgo

  - São Petersburgo (consulado-geral)
- Sérvia
  - Belgrado (embaixada)
- Suécia
  - Estocolmo (embaixada)
- Suíça 
  - Berna (embaixada)
  - Genebra (consulado-geral)
  - Zurique (consulado-geral)
- Reino Unido
  - Londres (embaixada)
  - Edimburgo (consulado-geral)
  - Gibraltar (consulado)
  - Jersey (consulado)
  - Guernsey (consulado)
- Ucrânia
  - Kiev (embaixada)
- Vaticano
  - Roma (embaixada)

## Oceania
- Austrália
  - Canberra (embaixada)
  - Sydney (consulado-geral)
- Fiji
  - Suva (embaixada)
- Nova Zelândia
  - Wellington (embaixada)
- Papua-Nova Guiné
  - Port Moresby (embaixada)
- Vanuatu
  - Port Vila (embaixada)

## Organizações multilaterais
- Adis Abeba (delegação junto à União Africana)
- Bangkok (delegação permanente junto à Comissão Econômica e Social das Nações Unidas para a Ásia e o Pacífico)
- Bruxelas (representação permanente junto à União Europeia)
- Bruxelas (representação permanente junto à Organização do Tratado do Atlântico Norte)
- Gênova (representação permanente junto às Nações Unidas e outras organizações internacionais)
- Gênova (representação permanente junto à Conferência do Desarmamento)
- Gênova (delegação permanente junto à Organização Mundial do Comércio)
- Londres (representação permanente junto à Organização Marítima Internacional)
- Montreal (representação junto à Organização da Aviação Civil Internacional)
- Nairobi (representação permanente junto às Nações Unidas e outras organizações internacionais)
- Noumea (delegação permanente junto ao Secretariado da Comunidade do Pacífico)
- Nova Iorque (representação permanente junto às Nações Unidas)
- Paris (representação permanente junto à Organização para a Cooperação e Desenvolvimento Económico)
- Paris (representação permanente junto à UNESCO)
- Roma (delegação junto à Organização das Nações Unidas para a Alimentação e a Agricultura)
- Estrasburgo (representação permanente junto ao Conselho da Europa)
- Haia (representação permanente junto à Organização para a Proibição de Armas Químicas)
- Viena (representação junto às Nações Unidas e outras organizações internacionais)
- Washington, DC (delegação permanente junto à Organização dos Estados Americanos)
- Washington, DC (delegação permanente junto à Comissão Econômica para a América Latina e o Caribe)
- Washington, DC (delegação junto ao Fundo Monetário Internacional)
- Washington, DC (delegação junto ao Banco Internacional para a Reconstrução e o Desenvolvimento)